# Podróż mrówki
Podróż mrówki / Przygody mrówki (ros. Путешествие муравья) – radziecki krótkometrażowy film animowany z 1983 roku w reżyserii Eduarda Nazarowa na motywach bajki Witalija Biankiego. Wszystkie role głosowe czyta sam reżyser, chociaż nie jest to napisane w napisach końcowych animacji.

## Wersja polska
Wersja polska: Studio Opracowań Filmów w Łodzi

Reżyseria: Czesław Staszewski

Dialogi: Elżbieta Marusik

Dźwięk: Anatol Łapuchowski

Montaż: Henryka Gniewkowska

Kierownictwo produkcji: Edward Kupsz

Źródło:

## Nagrody
- 1984: Pierwsza nagroda w kategorii filmów dla dzieci na VI Międzynarodowym Festiwalu filmów animowanych w Zagrzebiu